# فيروسات شبيهة-P1
فيروسات شبيهة-P1 (بالإنجليزية: P1-like viruses)‏ هو جنس فيروسات من فصيلة الفيروسات العضلية ضمن رتبة الفيروسات الذنبية.